# Beppe Bosa
Giuseppe Bosa, detto Beppe (Cittadella, 9 ottobre 1964), è un ex cestista italiano.
Alto 204 centimetri, in campo ricopriva il ruolo di ala.

## Carriera

### Club
Bandiera storica della pallacanestro Cantù, dove ha militato ininterrottamente per una quindicina di anni, dall'inizio degli anni ottanta fino a metà degli anni novanta.
Retrocede in A2 con Cantù nel 1994.
Nel 1995 nella finale play-off di A2 per la promozione contro Arese con Cantù sotto di un punto ad un secondo dalla fine sbaglia il primo tiro libero, ma poi segna il secondo riuscendo ad agguantare i supplementari che però si riveleranno fatali alla squadra canturina. Alla fine verrà promossa Arese vincendo la serie per 3 a 2.
La stagione successiva si trasferirà proprio ad Arese dove si ritirerà dopo aver giocato solo 9 partite.

### Nazionale
Esordio: 28 novembre 1984, Durazzo  Italia -  Albania 78 - 57
Con la nazionale italiana di pallacanestro ha partecipato:
- 1989 al Campionato Europeo di Zagabria
- 1990 ai mondiali di Argentina e ai Goodwill Games in Russia
- 1993 ai Campionati Europei

ed ha vinto:
- 1985 Bronzo ai Campionati Europei
- 1993 Oro ai Giochi del Mediterraneo

## Palmarès

### Club

#### Trofei nazionali
- Campionato italiano: 1

Pall. Cantù: 1980-81

#### Trofei internazionali
- Coppa Korać: 1

Pall. Cantù: 1990-91
- Coppa Intercontinentale: 1

Pall. Cantù: 1982
- Coppa delle Coppe: 1

Pall. Cantù: 1980-81
- Coppa dei Campioni: 2

Pall. Cantù: 1981-82, 1982-83